# Adwis Chmielnicki
Adwis Chmielnicki (ukr. ФК «Адвіс» Хмельницький) – ukraiński klub piłkarski, mający siedzibę w mieście Chmielnicki, na zachodzie kraju, grający w sezonie 1995/96 w rozgrywkach ukraińskiej Drugiej ligi.

## Historia
Chronologia nazw:
- 1972: Traktor Chmielnicki (ukr. ФК «Трактор» Хмельницький)
- 1990: Adwis Chmielnicki (ukr. ФК «АДВІС» Хмельницький)
- 1995: Temp-Adwis-2 Szepetówka (ukr. ФК «Темп-АДВІС-2» Шепетівка)
- 1996: Adwis-Chutrowyk Chmielnicki (ukr. ФК «Адвіс-Хутровик» Хмельницький)
- 1997: Adwis Chmielnicki (ukr. ФК «Адвіс» Хмельницький)
- 1999: klub rozwiązano

Klub piłkarski Traktor został założony w Chmielnickim w 1972 roku, po tym jak miejscowy zakład naprawczy "Traktorodetal" został reorganizowany na Zakład Agregatów do Traktorów (ukr. завод тракторних агрегатів). Zespół prezentował zakład i wkrótce stał się czołowym klubem w mieście. Już w 1973 zajął trzecie miejsce w mistrzostwach obwodu chmielnickiego. W następnym 1974 roku został wicemistrzem obwodu. Ale na mistrzostwo trzeba było zaczekać do roku 1986.
W 1990 roku zakład został reorganizowany w przedsiębiorstwo budowy maszyn, które otrzymało nazwę - "ADWIS" (tj. Agregaty, Silniki (ukr. DWyhuny), Narzędzia (ukr. Instrumenty), Serwis). Klub również został przemianowany na Adwis i kontynuowała występy w rozgrywkach mistrzostw i Pucharu obwodu chmielnickiego.
W 1994 zespół został mistrzem obwodu i zdobył awans do Trzeciej Ligi Mistrzostw Ukrainy, w której zajął 11. miejsce w sezonie 1994/95. W związku z reorganizacją systemu lig otrzymał prawo występować w Drugiej Lidze.
W sierpniu 1995 roku nastąpiła fuzja z bankrutującym klubem Temp Szepietówka w wyniku czego powstał klub Temp-Adwis. Pierwszy zespół reprezentował Chmielnicki, zajmując miejsce drużyny z Szepetówki, i występował w Pierwszej lidze (D2), a miejsce drużyny z Chmielnickiego zajął drugi zespół Temp-Adwis-2, który rozgrywał swoje mecze domowe Drugiej ligi w Szepetówce.
Jednak Temp-Adwis Chmielnicki rozgrywał swoje mecze tylko do 6 listopada 1995, a potem został rozwiązany po 7 kolejkach sezonu 1995/96 został rozwiązany, a przeciwnikom zaliczono zwycięstwa techniczne +:-. W rundzie wiosennej sezonu 1995/96 Temp-Adwis przekazał swoje miejsce w lidze dla klubu Ratusza Kamieniec Podolski.
Klub z Chmielnickiego powrócił do poziomu amatorskiego. W Pucharze Ukrainy wśród amatorów 1996/97 drużyna grała pod nazwą Adwis-Chutrowyk i dotarła do 1/16 finału.
W 1997 i 1998 został mistrzem obwodu pod potoczną nazwą Adwis-Chutrowyk. W 1999 roku po raz ostatni wziął udział w mistrzostwach obwodu, gdzie zajął 5. miejsce. Trudności finansowe zmusiły zakład do rozstania się z drużyną piłkarską, a ADVIS został rozwiązany.

## Sukcesy
- Trzecia Liha:

11. miejsce: 1993/94
- Puchar Ukrainy:

1/32 finału: 1993/94
- Mistrzostwa obwodu chmielnickiego:
  - mistrz (7x): 1986, 1988, 1992, 1992/93, 1993, 1997, 1998
  - wicemistrz (+1x): 1989
  - 3. miejsce (+2x): 1987, 1990
- Puchar obwodu chmielnickiego:
  - zdobywca (1x): 1992

## Trenerzy
...
- 06.1995-08.1995:  Wałerij Duszkow
- 08.1995-11.1995:  Wałentyn Kriaczko

## Inne
- Podilla Chmielnicki
- Temp Szepietówka